# Live – The 50th Anniversary Tour
Live - The 50th Anniversary Tour es el sexto álbum doble en vivo por The Beach Boys, grabado durante la gira por su Tour 50 Aniversario en 2013. Se que mencionado que en el proceso de masterización del álbum, las grabaciones fueron ligeramente adulteradas.
El álbum doble Fifty Big Ones: Greatest Hits editado en 2012 compila las canciones que The Beach Boys solían interpretar durante el The Beach Boys Tour 50 Aniversario.

## Lista de canciones
Disco 1
1. "Do It Again" (Brian Wilson/Mike Love) – 3:38
2. "Little Honda" (B. Wilson/Love) – 2:06
3. "Catch a Wave" (B. Wilson/Love) – 2:09
4. "Hawaii" (B. Wilson/Love) – 1:46
5. "Don't Back Down" (B. Wilson/Love) – 1:45
6. "Surfin' Safari" (B. Wilson/Love) – 2:48
7. "Surfer Girl" (B. Wilson) – 2:29
8. "The Little Girl I Once Knew"  (B. Wilson) – 3:09
9. "Wendy" (B. Wilson/Love) – 2:25
10. "Getcha Back" (Love/Terry Melcher) – 2:42
11. "Then I Kissed Her" (Phil Spector/Ellie Greenwich/Jeff Barry) – 2:17
12. "Marcella" (B. Wilson/Tandyn Almer/Jack Rieley) – 3:23
13. "Isn't It Time" (B. Wilson/Love/Joe Thomas/Jim Peterik/Larry Millas) – 4:01
14. "Why Do Fools Fall in Love" (Morris Levy/Frankie Lymon) – 2:30
15. "When I Grow Up (To Be a Man)" (B. Wilson/Love) – 2:55
16. "Disney Girls" (Bruce Johnston) – 5:33
17. "Be True to Your School" (B. Wilson/Love) – 3:06
18. "Little Deuce Coupe" (B. Wilson/Roger Christian) – 1:50
19. "409" (B. Wilson/Love/Gary Usher) – 1:52
20. "Shut Down" (B. Wilson/Christian/Love) – 1:46
21. "I Get Around" (B. Wilson/Love) – 2:46

Disco 2
1. "Pet Sounds" (B. Wilson) – 3:45
2. "Add Some Music to Your Day" (B. Wilson/Joe Knott/Love) – 3:49
3. "Heroes and Villains" (B. Wilson/Van Dyke Parks) – 3:54
4. "Sail On, Sailor" (B. Wilson/Parks/Almer/Ray Kennedy/Rieley) – 3:45
5. "California Saga: California" (Al Jardine) – 3:09
6. "In My Room" (B. Wilson/Usher) – 2:53
7. "All This Is That" (Jardine/Carl Wilson/Love) – 3:38
8. "That's Why God Made the Radio" (Thomas/B. Wilson/Peterik/Millas) – 4:27
9. "Forever" (Dennis Wilson/Gregg Jakobson) – 2:57
10. "God Only Knows" (B. Wilson, Tony Asher) – 2:39
11. "Sloop John B" (trad. arr. B. Wilson/Jardine) – 3:07
12. "Wouldn't It Be Nice" (B.Wilson/Asher/Love) – 2:41
13. "Good Vibrations" (B. Wilson/Love) – 4:14
14. "California Girls" (B. Wilson/Love) – 3:15
15. "Help Me, Rhonda" (B. Wilson/Love) – 3:19
16. "Rock and Roll Music" (Chuck Berry) – 2:48
17. "Surfin' U.S.A." (B. Wilson/Berry) – 3:00
18. "Kokomo" (Love/Scott McKenzie/Melcher/John Phillips) – 4:00
19. "Barbara Ann" (Fred Fassert) – 2:33
20. "Fun, Fun, Fun" (B. Wilson/Love) – 3:29